# Onde de Mach
Pour les articles homonymes, voir Mach.

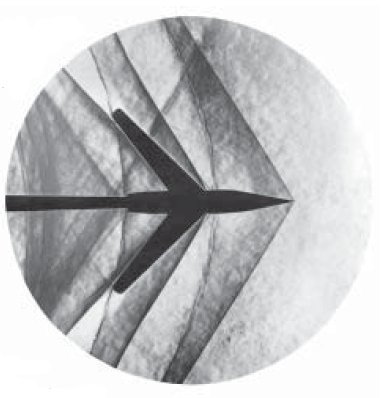
Strioscopie d'un choc attaché sur un corps supersonique au nez pointu. L'angle d'inclinaison est aigu, ce qui montre que le corps dépasse Mach 1. L'angle de l'onde de Mach (~ 59 degrés) indique une vélocité d'environ Mach 1,17.

En dynamique des fluides, l'onde de Mach est une onde de pression se déplaçant à la vitesse du son provoquée par un léger changement de pression dans un milieu compressible. Ces ondes faibles peuvent fusionner pour devenir une onde de choc. Une telle onde de choc est appelée pied de Mach ou front de Mach . Ainsi, il est possible d'avoir une compression ou une détente sans choc dans un écoulement supersonique en ayant la production des ondes de Mach suffisamment espacées ( cf. compression isentropique dans les écoulements supersoniques). Une onde de Mach représente la faible perturbation correspondante à la limite d'une onde de choc oblique. Dans ce cas, les propriétés de l'écoulement restent inchangées. Cette géométrie appelée cône de Mach correspond au domaine influencé par un objet supersonique à partir d'une distance égale à quelques dizaines de fois sa taille,. Elle est à l'origine du bang supersonique d'un avion.

## Angle d'inclinaison

Un "bang" supersonique produit par un avion se déplaçant à M = 2,92, calculé à partir d'un angle du cône à 20 degrés. Les observateurs n'entendent rien jusqu'à ce que l'onde de choc, sur les bords du cône, traverse leur emplacement.

Une onde de Mach se propage dans l'écoulement à un angle d'inclinaison μ, qui est l'angle entre le front de l'onde de Mach et d'un vecteur pointant dans la direction opposée au vecteur de mouvement. Qui est donné par :
{\displaystyle \mu =\arcsin \left({\frac {1}{M}}\right),}
où M est le nombre de Mach.
Les ondes de Mach peuvent être utilisées dans les observations strioscopiques (schlieren) pour déterminer le nombre de Mach local de l'écoulement. Les premières observations d'Ernst Mach utilisaient des rainures dans la paroi d'un conduit pour produire des ondes de Mach dans un tuyaux, qui étaient ensuite photographiées par la méthode strioscopique, afin d'obtenir des données sur l'écoulement dans les tuyaux et les conduits. Ces ondes peuvent aussi occasionnellement être visualisées par condensation de la vapeur d'eau dans l'air, par exemple les nuages de condensation autour d'un avion en vol transsonique.